# Belmont-d'Azergues
Belmont-d'Azergues es una comuna francesa situada en el departamento de Ródano, de la región de Auvernia-Ródano-Alpes. Pertenece a la comunidad de comunas Beaujolais-Saône-Pierres-Dorées.

## Demografía
| 217 | 348 | 374 | 424 | 509 | 613 | 641 | 631 |
| Para los censos de 1962 a 1999 la población legal corresponde a la población sin duplicidades (Fuente: INSEE [Consultar]) |     |     |     |     |     |     |     |